# 2371 Димитров
2371 Димитров е астероид от Главния астероиден пояс.
Открит е от руската съветска астрономка Тамара Смирнова (1935 – 2001) в Кримската астрофизическа обсерватория на полуостров Крим на 2 ноември 1975 година.
Астероидът е наименуван в чест на българския политик Георги Димитров.